# ایست اوکدیل (کالیفرنیا)
ایست اوکدیل (به انگلیسی: East Oakdale) یک منطقهٔ مسکونی در ایالات متحده آمریکا است که در شهرستان استانیسلاس، کالیفرنیا واقع شده‌است. ایست اوکدیل ۱۳٫۵۰۳ کیلومتر مربع مساحت و ۲٬۷۶۲ نفر جمعیت دارد و ۴۴ متر بالاتر از سطح دریا واقع شده‌است.